# Ostrý vrch (Slezské Beskydy)
Ostrý vrch (někdy pouze Ostrý, polsky Ostry, 709 m n. m.) je zalesněná hora v pásmu Čantoryjského hřbetu na západním okraji Slezských Beskyd. Leží asi 2 km severně od Nýdku a 6 km východně od Třince na česko-polské státní hranici. Česká část leží na území okresu Frýdek-Místek (Moravskoslezský kraj), polská v okrese Cieszyn (Slezské vojvodství). Ostrý vrch se nachází v hraničním hřebeni, který vybíhá z Malé Čantoryje nad údolí Olše směrem k Třinci. Ostrý Vrch leží v katastru obce Vendryně. Na jižních svazích hory je roztroušena osada Ostrý spadající pod Nýdek. Po jižním úbočí obchází horu červená turistická značka vedoucí z Třince na Velkou Čantoryji.